# Georgi Dimitrov Georgiev
Georgi Dimitrov Georgiev (in bulgaro Георги Димитров Георгиев?; Gledačevo, 14 gennaio 1959 – Sofia, 8 maggio 2021) è stato un calciatore bulgaro, di ruolo difensore.

## Carriera
Ha disputato 77 partite con la Nazionale di calcio della Bulgaria, segnando 6 gol e partecipando al campionato del mondo 1986.
Si è piazzato al 29º posto nella classifica del Pallone d'oro 1985.

## Palmarès

### Club
- Campionato bulgaro: 5

CSKA Sofia: 1980, 1981, 1982, 1983, 1989
- Coppa di Bulgaria: 4

CSKA Sofia: 1981, 1983, 1985, 1989
- Coppa dell'Esercito Sovietico: 2

CSKA Sofia: 1985, 1989

### Individuale
- Calciatore bulgaro dell'anno: 1

1985